# إد أتكينسون
إد أتكينسون (بالإنجليزية: Ed Atkinson)‏ هو لاعب كرة قاعدة أمريكي، (ولد في بالتيمور في الولايات المتحدة 1851  م).

## وصلات خارجية
- إد أتكينسون على موقعبيزبول رفرنس.كوم (الدوري الرئيسي) (الإنجليزية)